# خانه جواد صداقت‌نژاد
خانه جواد صداقت نژاد مربوط به دوره قاجار است و در شیراز، محله لب آب کوچه سوریهای ۲، پلاک ۱۷ واقع شده و این اثر در تاریخ ۱۰ خرداد ۱۳۸۲ با شمارهٔ ثبت ۸۹۷۰ به‌عنوان یکی از آثار ملی ایران به ثبت رسیده است.